# Хасбулатов, Асланбек Имранович
Асланбе́к Имра́нович Хасбула́тов (24 ноября 1937, Грозный, Чечено-Ингушская АССР, РСФСР, СССР — 2 октября 2013, Грозный, Чечня, Россия) — чеченский учёный, доктор исторических наук, профессор Чеченского государственного университета, Заслуженный деятель науки Чечено-Ингушской АССР, Заслуженный деятель науки Республики Ингушетия.

## Биография
Родился 24 ноября 1937 года в Грозном. В 1944 году был депортирован. В депортации жил в селе Полудино Северо-Казахстанской области. В 1954 году окончил школу. В том же году семья переехала в Алма-Ату. В 1960 году Асланбек Хасбулатов окончил исторический факультет Казахского государственного университета им. С. М. Кирова и вернулся на родину.
В 1960 году поступил в аспирантуру Дагестанского государственного университета. Его научным руководителем был профессор Расул Магомедович Магомедов. В 1963 году после окончания аспирантуры перешёл на работу в Научно-исследовательский институт истории, языка и литературы. В 1964 году он защитил кандидатскую диссертацию на тему «Революция 1905—1907 годов в Чечено-Ингушетии». В том же году стал старшим преподавателем кафедры истории историко-филологического факультета Чечено-Ингушского государственного педагогического института, в 1967 году — доцентом.
В 1969 году структура института была реорганизована и создан самостоятельный исторический факультет, который возглавил Хасбулатов. Он занимал должность декана факультета до 1997 года. Немало выпускников исторического факультета стали известными людьми. Среди них:
- Гапуров, Шахрудин Айдиевич — доктор исторических наук, профессор, академик и президент Академии наук Чеченской Республики;
- Ахмадов, Явус Зайндиевич — профессор, доктор исторических наук, политик;
- Зязиков, Мурат Магометович — генерал-лейтенант, Президент Ингушетии;

и многие другие.
В 1996—2001 годах он был проректором университета, с 2001 года — заведующим отделом гуманитарных исследований Комплексного научно-исследовательского института РАН]. В то же время он руководил кафедрой «История народов Чечни» Чеченского университета, занимал должность профессора кафедры «Отечественная история» Чеченского пединститута.
В сферу его научных интересов входило изучение различных аспектов социально-экономического и политического развития, революционно-освободительного движения в Чечне и Ингушетии во второй половине XIX и начале XX веков. В 2011 году он защитил докторскую диссертацию.

## Награды и звания
- Заслуженный деятель науки Чечено-Ингушской АССР;
- Заслуженный деятель науки Республики Ингушетия;
- Премия «Интеллектуального центра Чеченской Республики» в номинации «Образование» (2006).

## Семья
- Отец Имран Чукиевич занимал ответственные посты в хозяйственной сфере;
- Мать Жовзан Якубовна — домохозяйка;
- Брат Ямлихан — член Союза писателей СССР, председатель Союза писателей Чеченской Республики;
- Брат Руслан — политический деятель, учёный и публицист, член-корреспондент РАН, последний председатель Верховного Совета Российской Федерации;
- Сестра Зулай — доктор исторических наук, этнограф, этнолог.